# Papir d'Hèracles
El papir d'Hèracles (Biblioteca Sackler, Universitat d'Oxford, Pap. Oxyrhynchus 2331) és un fragment d'un manuscrit grec del segle iii d'un poema sobre els treballs d'Hèracles. Conté tres dibuixos de línies de colors sense emmarcar del primer dels treballs, la matança del lleó de Nemea, situats dins de les columnes de text en lletra cursiva. Va ser trobat a Oxirrinc (pap. 2331) i és un dels pocs fragments supervivents de la il·lustració literària clàssica sobre papir. El fragment mesura 235 per 106 mm.